# Осока женственная
Осо́ка же́нственная, или Осо́ка женоси́льная (лат. Carex gynocrates) — многолетнее травянистое растение, вид рода Осока (Carex) семейства Осоковые (Cyperaceae).

## Ботаническое описание
Растение с тонкими ползучими корневищами.
Стебли почти цилиндрические, очень тонко и неясно бороздчатые.
Листья щетиновидно-свёрнутые, гладкие, только у основания шероховатые.
Колосок тычиночный или пестичный (растения двудомные), очень редко андрогинный (с 1—2 пестичными цветками у основания). Тычиночные колоски булавовидно-цилиндрические, 0,8—2 см длиной; чешуи рыжие. Пестичные колоски рыхловатые, продолговатые, 0,7—1,6 см длиной (часто верхние цветки недоразвиты). Кроющие чешуи большей частью светло-ржавые, с белоперепончатыми краями, яйцевидные или продолговато-яйцевидные, острые, равные мешочкам или их превышающие. Мешочки яйцевидные, зрелые — широко-эллиптические, одинаково-двояковыпуклые, толстокожистые, (2,5)3—4(4,5) мм длиной, буроватые, лоснящиеся, зрелые горизонтально или вниз отклонённые, с утолщёнными жилками, на короткой ножке, резко суженные в слабо шероховатый, иногда гладкий цельный, косо усечённый носик 0,2—0,3(0,5) мм длиной. Рылец 2.
Плод при основании без осевого придатка. Плодоносит в июне—августе.
Число хромосом 2n=48, 50, 70.
Вид описан из Гренландии.

## Распространение
Арктическая часть России: низовья Лены, бухта Тикси, Чукотская Земля (река Кувет, Чаплинские горячие источники), бассейн Анадыря (устье реки Яблоновой), бассейн Пенжины, залив Корфа; Восточная Сибирь: Средне-Сибирское плато (реки Оленёк и Муна, верховья реки Мархи), Центральная Якутия, Верхоянский хребет, бассейны верхнего течения Индигирки и Колымы, Забайкалье; Дальний Восток: бассейн Зеи и истоки Буреи, Северный Сихотэ-Алинь, побережья Охотского моря, остров Малый Шантар, Камчатка, Командорские и Курильские острова, единичные местонахождения на Сахалине; Восточная Азия: Северо-Восточный Китай, единичные местонахождения на островах Хоккайдо и Хонсю; Северная Америка: Аляска с Алеутскими островами, в том числе арктическая, низовья реки Макензи, полуостров Мелвилл (одно местонахождение), юг Баффиновой Земли (одно местонахождение), Канада, северные районы США (север и запад), Скалистые горы, Западная Гренландия (к югу от 72-й параллели).
Растёт на сфагновых и гипново-мелкоосоковых болотах, в болотистых редколесьях, осоково-моховых и осоково-пушицевых тундрах, мочажинах; на равнине, в лесном и субальпийском поясах гор.